# Batalha de Ap Bac

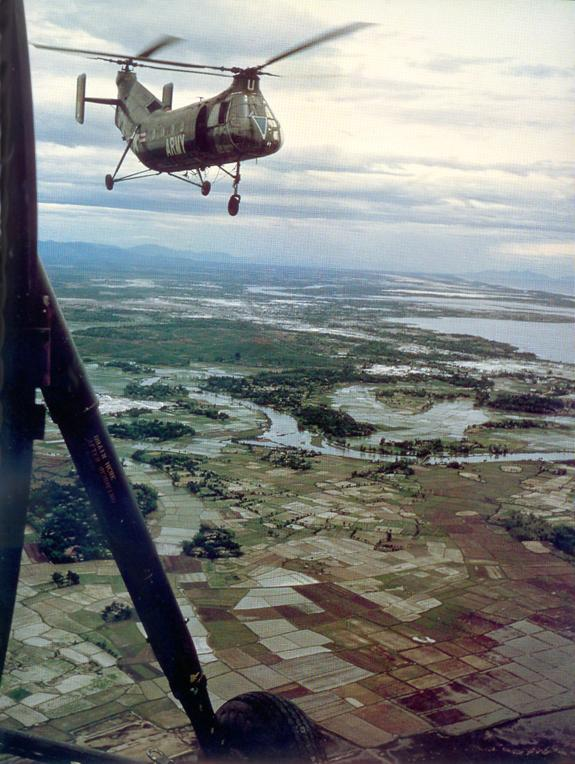
Um CH-21 sobrevoa um arrozal no Vietnã. Os americanos forneceram esse tipo de helicóptero para transportar soldados sul-vietnamitas durante a batalha de Ap Bac.

A batalha de Ap Bac ocorreu em 2 de janeiro de 1963 na então província de Dinh Tuong (agora província de Tien Giang), como parte da Guerra do Vietnã. Em 28 de dezembro de 1962, a inteligência dos EUA detectou uma estação de rádio e formação vietcongues na vila de Ap Tan Thoi, uma área ocupada pela 7ª divisão sul-vietnamita. Para neutralizar a ameaça, os sul-vietnamitas, de acordo com assessores militares dos EUA, decidiram atacar Ap Tan Thoi com infantaria apoiada por helicópteros e veículos de transporte de tropas M113.
No entanto, as forças sul-vietnamitas foram bloqueadas na vila de Ap Bac antes de chegar a Ap Tan Thoi, e outras formações que atacavam de outras direções também foram detidas pelos vietcongues. Imediatamente foram enviados reforços, transportados por helicópteros norte-americanos, mas a resistência vietcongue não cessou até a noite, quando decidiram recuar em favor da escuridão para não ter que enfrentar mais um inimigo superior em número e meios.
A batalha foi a primeira de qualquer tamanho a ser vencida pelos vietcongues na Guerra do Vietnã.